# Georg Haccius (Theologe)
Georg Haccius (* 22. Juli 1847 in Lüneburg; † 4. Juni 1926 in Hermannsburg) war ein deutscher Theologe und von 1890 bis 1926 Direktor der Hermannsburger Mission, zunächst gemeinsam mit Egmont Harms. Nach dessen Tod am 4. Dezember 1916 leitete er die Mission alleine.

## Leben
Haccius wurde 1847 in Lüneburg als Sohn eines Lehrers geboren. Er besuchte das Johanneum in Lüneburg und seit 1862 das Gymnasium in Hannover.
1868 begann er in Erlangen das Studium der Theologie und setzte es 1870 in Göttingen fort. In Göttingen wurde er Mitglied der Studentenverbindung Lunaburgia (heute im Miltenberger Ring).
Im Deutsch-Französischen Krieg 1870/71 diente Haccius eine Zeit lang als Krankenpfleger vor Metz.
1871 wirkte er als Hauslehrer in Wichtringhausen bei dem hannoverschen Reichstagsabgeordneten Freiherrn Langwerth von Simmern.
1873 wurde Haccius für ein Jahr in das Predigerseminar in Hannover berufen, die Ordination folgte im Herbst 1874.
Im Herbst 1875 wurde er Pfarrer in Meinerdingen bei Walsrode und im Frühjahr 1879 in Dorfmark in der Lüneburger Heide.
Im Herbst 1887 gab Haccius sein Pfarramt in Dorfmark auf, um mit Egmont Harms, dem Direktor der Hermannsburger Missionsgesellschaft, eine Missionsreise nach Südafrika durchzuführen.
Im Sommer 1889 bekam er das Pfarramt in Debstedt übertragen.
Anfang 1890 wählte der Missionsausschuss ihn zum Kondirektor der Hermannsburger Mission.
Ab 2. Oktober 1890 leitete er gemeinschaftlich mit Egmont Harms die Mission.
Als Egmont Harms am 4. Dezember 1916 in Natal starb, wurde Haccius alleiniger Missionsdirektor.

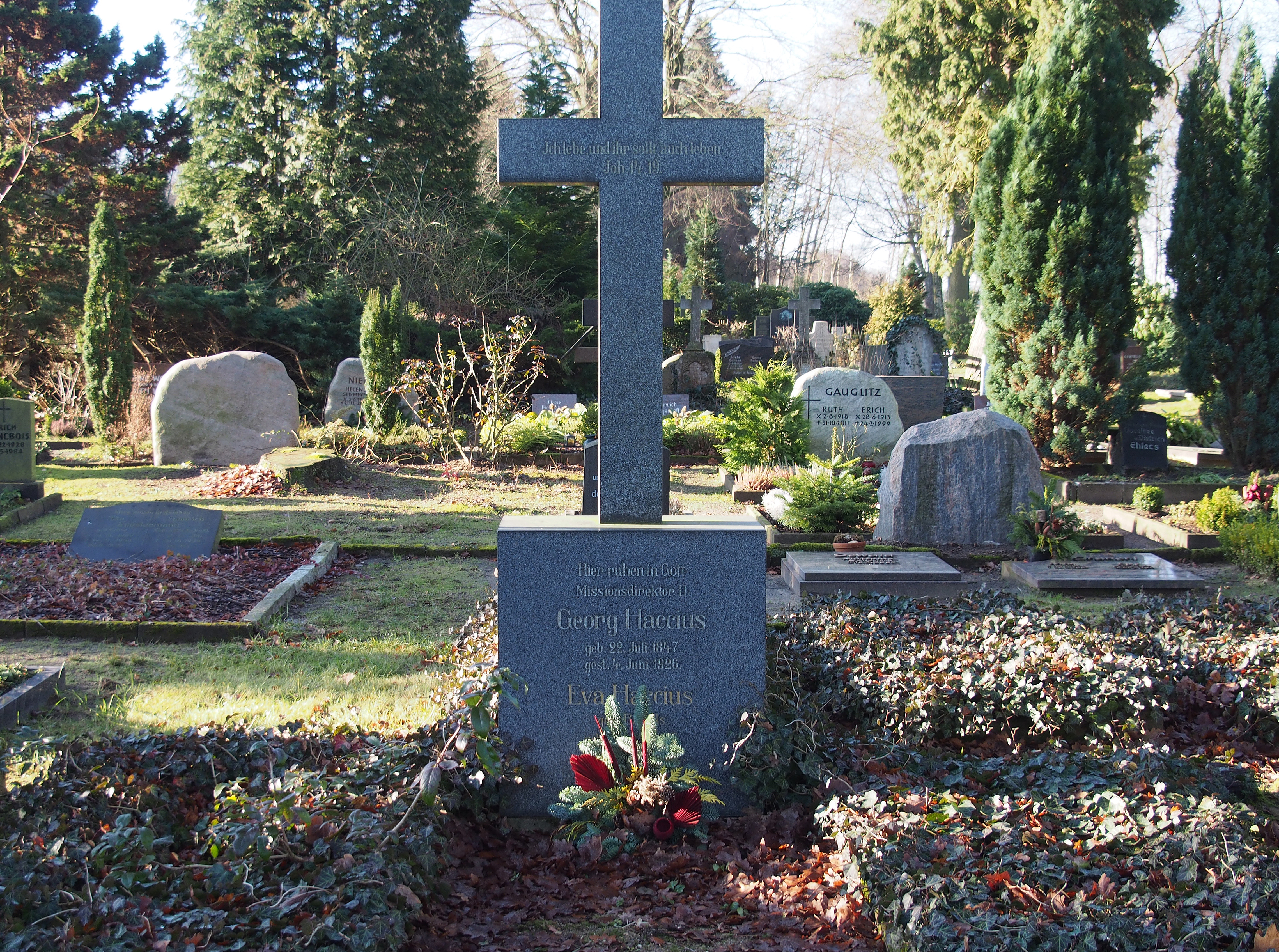
Das Grab auf dem Hermannsburger Friedhof

Haccius förderte tatkräftig das Schulwesen der Missionsanstalt. Er gründete die  höhere Mädchenschule und 1919 die Niedersächsisch Lutherische Heimvolkshochschule Hermannsburg, die älteste evangelische Heimvolkshochschule (HVHS) Deutschlands.
Die Universität Göttingen verlieh ihm 1904 ehrenhalber die theologische Doktorwürde.
Georg Haccius verfasste mehrere Schriften über die Hermannsburger Mission. Auch seine Erlebnisse bei den Missionsreisen nach Südafrika hielt er in Büchern und Schriften fest.
Unter der Verwaltung des Ev.-luth. Missionswerks in Niedersachsen (ELM) existiert eine Georg-Haccius-Stiftung. Der Zweck der Stiftung ist es, die Umsetzung der Weiterentwicklung der Bildungsidee der Niedersächsischen Lutherischen Heimvolkshochschulen zu fördern.
Nach dem Tod von Haccius wurde 1926 Christoph Bernhard Schomerus (* 23. November 1871; † 8. August 1944) sein Nachfolger als Missionsdirektor, der dieses Amt bis 1. April 1944 ausübte.
Haccius ist auf dem Hermannsburger Friedhof beerdigt. Sein Grab ist erhalten.